# Тимидинкиназа
Тимидинкиназа (TK, англ. thymidine kinase) — фермент группы киназ (фосфотрансфераз). Присутствует в большинстве живых клеток. Некоторые вирусы также способны синтезировать тимидинкиназу (например, герпесвирусы).
Тимидинкиназа катализирует реакцию фосфорилирования тимидина, в результате чего образуется дезокси 5'-тимидинфосфат (дТМФ). Эту реакцию можно выразить химическим уравнением:
- Тимидин + АТФ -> дТМФ + АДФ

Тимидинкиназы играют ключевую роль в синтезе ДНК, так как участвуют в реакции включения дезокситимидина в состав ДНК.
Организм млекопитающих, в том числе человека, синтезирует 2 типа тимидинкиназ, получивших название TK1 и TK2. TK1 обнаруживается в цитоплазме клеток во время клеточного деления. TK2 обнаружена в митохондриях.